# 北川温泉 (静岡県)
北川温泉（ほっかわおんせん）は、静岡県賀茂郡東伊豆町（旧国伊豆国）にある温泉。

## 泉質
- 塩化物泉
- 硫酸塩泉

## 温泉街
海岸沿いに9軒の旅館が並ぶ。近くには北川漁港もある。海沿いの岩場には混浴露天風呂「黒根岩風呂」がある。「アメリカの見える露天風呂」という謳い文句が書いてある。目の前に伊豆大島が見える。

## 歴史
開湯は昭和初期である。地元の漁師が海底を見て温泉が湧いていると思い、海岸沿いをボーリングして源泉を発見したという。「黒根岩風呂」はこのときに造られた露天風呂である。
2004年に発生した温泉偽装問題では、水道水利用の風呂に、バケツ一杯程度の温泉を混ぜて温泉利用を表記していた旅館があると報じられた。（但し、問題発覚時の温泉法では法的には問題無い行為である）
また、2004年冬ころに放送されたツーカーのCMでは、松本人志が露天風呂「黒根岩風呂」に浸かりながら、「大人ですからね、話せりゃいいんですよ。」と呟き、ツーカーのシンプルさを宣伝していた。

## アクセス
- 鉄道 : 伊豆急行線伊豆北川駅下車